# Marco Carrasco
Marco Carrasco (Lima, Perú, 17 de agosto de 1990) es un economista y docente peruano especializado en economía conductual y desarrollo económico del Asia-Pacífico y China.

## Biografía
Nacido en Lima, Perú, es economista por la Universidad Nacional Mayor de San Marcos y magíster de investigación en economía y psicología por la Universidad de París I Panthéon-Sorbonne, donde egresó summa cum laude. Ha laborado para la Organización de Estados Americanos en Washington D. C., y para el Ministerio de Desarrollo e Inclusión Social del Perú. Así mismo, ha sido investigador visitante y formado como sinólogo en la Academia de Ciencias Sociales de Shanghái, y se ha desempeñado como docente de la Universidad Nacional Mayor de San Marcos y la Universidad del Pacífico.
Colabora regularmente con diversas organizaciones sin fines de lucro enfocadas en la divulgación de  temas afines a la economía conductual, Asia-Pacífico y China, siendo cofundador o miembro de algunas de estas inicitativas. 
Ha sido ponente sobre temas ligados a la economía conductual, Asia-Pacífico y China. También colabora con medios y organizaciones, principalmente de Asia y Latinoamérica, tales como El Comercio, La República, RPP, Xinhua, Taihe Institute, Discover Nikkei, SinoLatam Forum, entre otros. Además, se ha mostrado a favor de la activa preservación de lenguas indígenas.
Radica en Cambridge, Massachusetts siguiendo un posgrado en administración pública y desarrollo internacional en la Universidad de Harvard.

## Publicaciones
- Carrasco, Marco (2018), El Efecto “Pricebo”: Cómo los precios pueden influenciar la percepción sobre la calidad del cannabis y sus implicaciones en las políticas de precios, Lima, Perú: Facultad de Ciencias Económicas de la Universidad Nacional Mayor de San Marcos, pp. 175-210, ISSN 1728-502X..
- Carrasco, Marco (2017), «中国的环境公共政策：一个行为经济学的选择 [Environmental Public Policies in China: An Opportunity for Behavioral Economics]», 2016上海青年汉学家研修计划论文集 [2016 Shanghai Young Sinologists Proceedings] (en chino e inglés), Shanghái, China: 中国社会科学出版社 [China Social Sciences Press], pp. 368-391, ISBN 978-7-5203-0663-8. (enlace roto disponible en Internet Archive; véase el historial, la primera versión y la última)..
- Carrasco, Marco (2015), Herd behavior and Fears in Asian stock markets? (en inglés), París, Francia: Universidad de París I Panthéon-Sorbonne..
- Carrasco, Marco (2015), «Inversión directa Japonesa y China en el Perú: Símiles y diferencias», Las relaciones económicas y comerciales entre América Latina y Asia Pacífico, Montevideo, Uruguay: Editorial del Observatorio América Latina-Asia Pacífico (ALADI, CAF, CEPAL), pp. 43-56, ISBN 978-9974-8475-6-9..
- Carrasco, Marco; Wong, Sailín (2013), «Relación comercial Perú-Indonesia: Análisis y proyecciones», Cómo Aprovechar el APEC Perú 2008 en la era de los TLC, Lima, Perú: Editorial de la Universidad Peruana de Ciencias Aplicadas, pp. 203-227, ISBN 978-612-4191-13-8..